# 173rd Fighter Wing

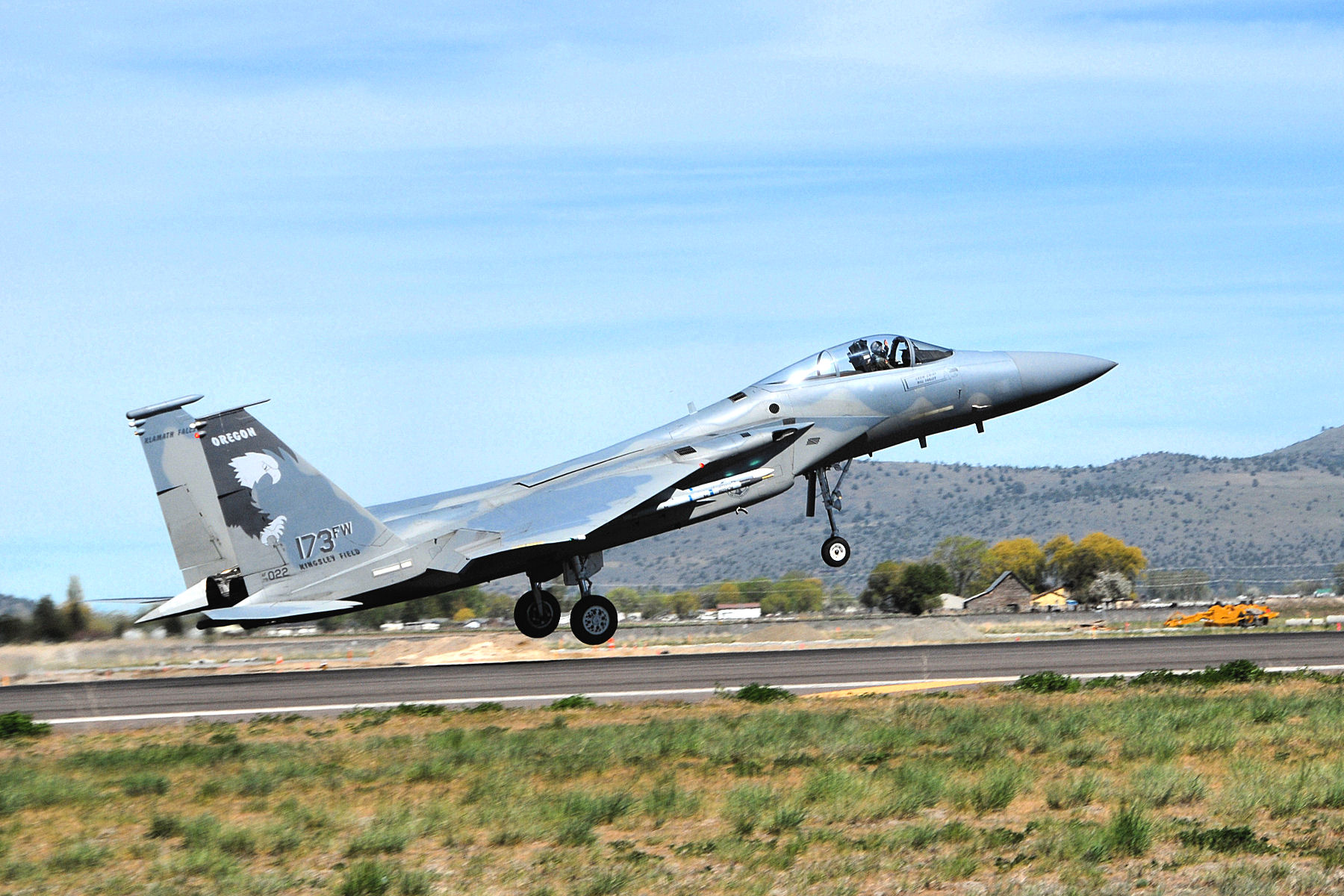
F-15C/D dello Stormo

Il 173rd Fighter Wing è uno Stormo da caccia della Oregon Air National Guard. Riporta direttamente all'Air Education and Training Command. Il suo quartier generale è situato presso la Kingsley Field Air National Guard Base, Oregon.

## Organizzazione
Attualmente, al 2024, esso controlla:
- 173rd Operations Group
  -  114th Fighter Squadron, Formal Training Unit - Equipaggiato con 33 F-15C/D
All'unità è associato il 550th Fighter Wing, 56th Fighter Wing, Air Education and Training Command,
  - 270th Air Traffic Control Squadron
- 173rd Maintenance Group
  - 173rd Maintenance Squadron
  - 173rd Aircraft Maintenance Squadron
  - 173rd Maintenance Operations Flight
- 173rd Mission Support Group
  - 173rd Mission Support Group
  - 173rd Logistics Readiness Squadron
  - 173rd Civil Engineering Squadron
  - 173rd Security Forces Squadron
  - 173rd Communications Flight
  - 173rd Force Support Flight
- 173rd Medical Group
- 173rd Wing Staff
  - 173rd Comptroller Flight
  - 173rd Safety Office
  - 173rd Judge Advocate General
  - 173rd Equal Opportunity Office
  - 173rd Public Affairs Office
  - 173rd Chaplains Office
  - 173rd Airman and Family Readiness
  - 173rd Sexual Assault Response Coordinator